# هی، نیو ساوت ولز
هی (به انگلیسی: Hay) یک شهرک در استرالیا است که در هی شایر واقع شده‌است.